# Cold Steel
Cold Steel (от англ. холодная сталь) — американская компания, производящая ножи, мечи и прочее клинковое и ударное оружие и инструмент. Президент компании — Линн Томпсон (Lynn Thompson). Штаб-квартира расположена в городе Вентура, Калифорния, США. Производство размещается в разных странах, включая Японию, Тайвань, Италию, Индию и Китай. Основал компанию в 1980 году Линн Томпсон, который также стал дизайнером значительной части её модельного ряда. К разработке новых моделей приглашаются также независимые дизайнеры — такие, как, к примеру Эндрю Демко, автор порядка десяти ножей в линейке Cold Steel, а также разработчик знаменитого ножевого замка Tri-Ad Lock.

## Продукция
Компания выпускает широкий ассортимент складных и нескладных ножей, мечей и прочего оружия и инструмента. Традиционно особое внимание уделяется национальным видам оружия, воспроизводимым в современных материалах.
Типы стали, используемые в производстве Cold Steel:
- VG-1 San Mai III
- VG-1 Stainless
- AUS 8A
- SK-5 High Carbon
- O1 High Carbon
- CPM 3-V
- 1055 High Carbon
- 1090 High Carbon
- 52100 High Carbon
- German 4116
- German D-2
- CPM-S35VN
- Carpenter CTS BD1
- Carpenter CTS XHP
- CPM 20CV[2]
- AUS 10A